# Estació de Nefiac
L'Estació de Nefiac (en francès i oficialment Gare de Néfiach) és una estació de ferrocarril de la línia Perpinyà - Vilafranca de Conflent, situada a la comuna del mateix nom, a la comarca del Rosselló, a la Catalunya Nord.
Està situada a prop del límit sud-est del poble de Nefiac, a migdia del poble, i a prop de la carretera D - 56 (Carretera de Corbera), des de la qual té accés.
Va ser inaugurada el 31 d'agost del 1930 per l'antiga Companyia de ferrocarril de Midi. És una línia d'una sola via. Aquesta estació és actualment en desús.